# 2024年法赛尔·哈林遭泼硫酸案
2024年5月5日，马来西亚足球运动员法赛尔·哈林在八打灵再也一家购物商场遭泼硫酸袭击。

## 背景
法赛尔·哈林遭硫酸袭击之前，另一名马来西亚足球运动员阿吉亚·拉昔也因遭到两名劫匪的袭击而受伤。

## 事发
袭击发生在2024年5月5日，当时法赛尔·哈林在哥打白沙罗的一家购物中心遭到袭击。警方于下午5时51分接到报案。闭路电视录像显示，一名身穿黑色衬衫、戴着帽子的男子在一辆黑色汽车后面等候，看着法赛尔·哈林走向他的汽车，该男子随后向他多次泼硫酸。嫌疑人随后与另一名骑着摩托车在事发地点不远处等候的男子一起逃跑。

## 后果
法赛尔·哈林的颈部、肩膀、手臂和胸部被烧伤。后来，他在一家私人医院先后接受了四次手术。

## 调查
警方公布了嫌疑人的照片。后来，警察总部法医组成功收集的8份指纹样本中只有3份样本能够进行比对。截至7月9日，警方尚未获得有关袭击的任何新进展。

## 反应
雪兰莪苏丹沙拉弗丁强烈谴责这起暴力事件，并希望警方彻查此案和揪出肇事者。雪兰莪州务大臣阿米鲁丁沙利与各界声援法赛尔·哈林，呼吁全民团结谴责这类暴力行为。巴生谷一带出现“与法赛尔同在，制止暴力”（Stand with Faisal Halim. Stop The Violence!）的广告牌。曼联门将安德烈·奥纳纳和球星亚历杭德罗·加纳乔拍视频，祝愿法赛尔·哈林早日康复。
前首相马哈迪·莫哈末在法赛尔·哈林出院后登门探访。法赛尔后来在Instagram发文表示感到意外。交谈过程中，他也向马哈迪展示其受伤的手臂，说明伤势情况。